# 横浜関帝廟
横浜関帝廟（よこはまかんていびょう）は、神奈川県横浜市中区の横浜中華街にある関帝廟。関帝（神格化された関羽）を祀っており、主に商売人の守り神として崇敬を集めている。

## 歴史
1859年に横浜が開港して、外国人が居留地の関内（現在の山下町）に住むようになると、主に商人や職人として来日した中国人により、徐々に中華街が形成された。1862年には関聖帝君（関帝）の木像を祀る小さな祠が中華街に建立された。1871年には、関東地方の華僑たちの寄付により本格的な関帝廟が建設されて、1886年に拡張、1891年には改築が行われた。
初代の関帝廟は1923年の関東大震災で倒壊した。まもなく2代目の関帝廟が再建されたが、第二次世界大戦末期の1945年6月に空襲で焼失し、次に建設された3代目の廟も1986年に原因不明の火災で失われた。現在の関帝廟の建物は、1990年8月14日に開廟式が行われた4代目ものである。
2019年、隣接する横浜中華学院の新築移転工事で、初代関帝廟と見られる遺構が発見され、一部は常設展示されている。

## 特徴
横浜関帝廟の建築資材はほとんどが中国から取り寄せられ、中華民国、中華人民共和国出身の大工が建築を行った。例えば廟の両側にある大きな石は北京から輸入された雲龍石で、楼門の龍の屋根瓦は台湾で作られて横浜へ運ばれた。
同関帝廟は、横浜媽祖廟と共に中国道教建築の粋であり、両廟は華僑基督教会と共に、中華系の人々の心の拠り所になっている。
また、初期に関内にあって関東大震災後に山手に引っ越したキリスト教会（カトリック山手教会と横浜山手聖公会）と共に、明治期の在日外国人の信仰の中心になっていた。

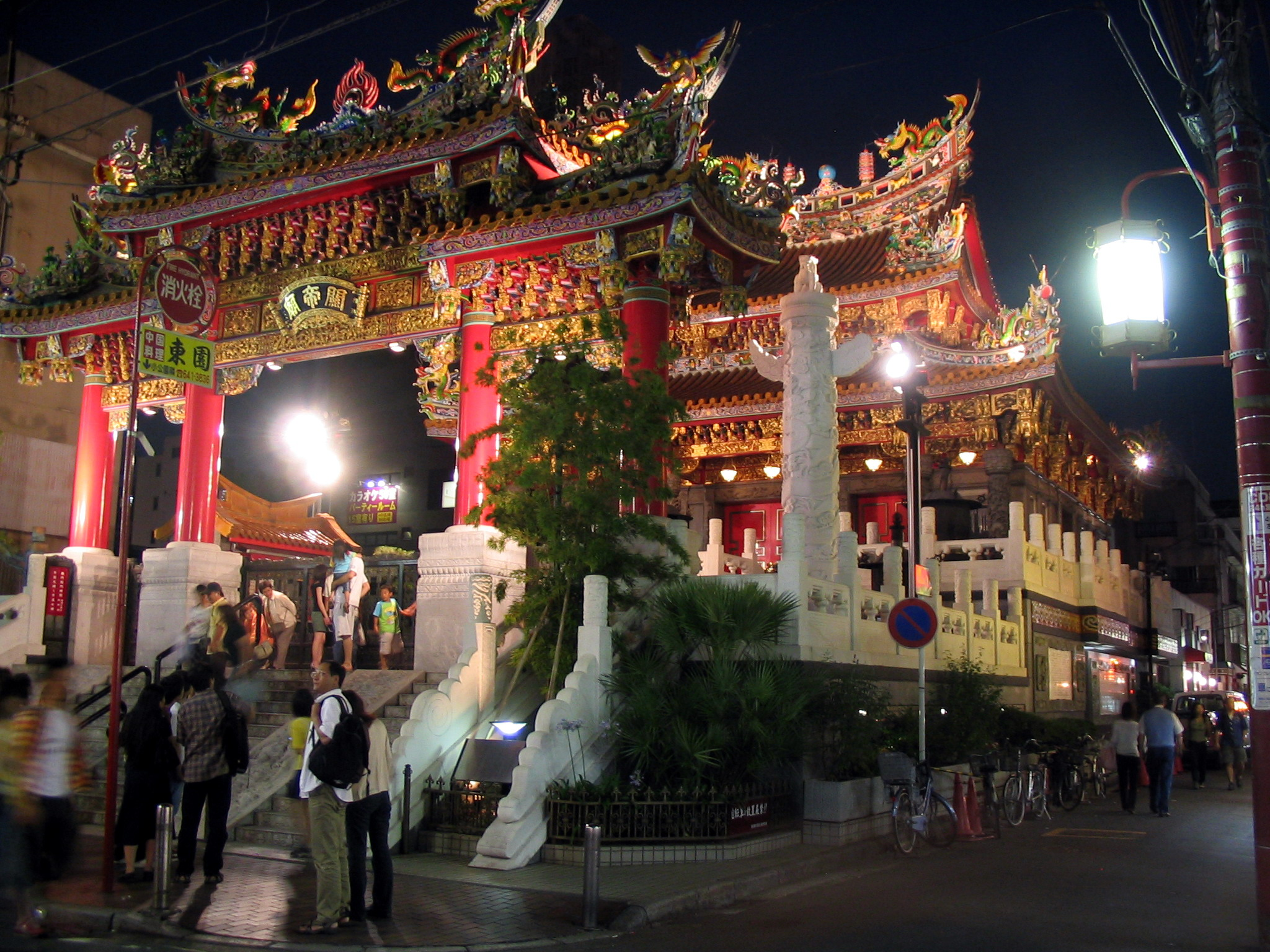
建屋
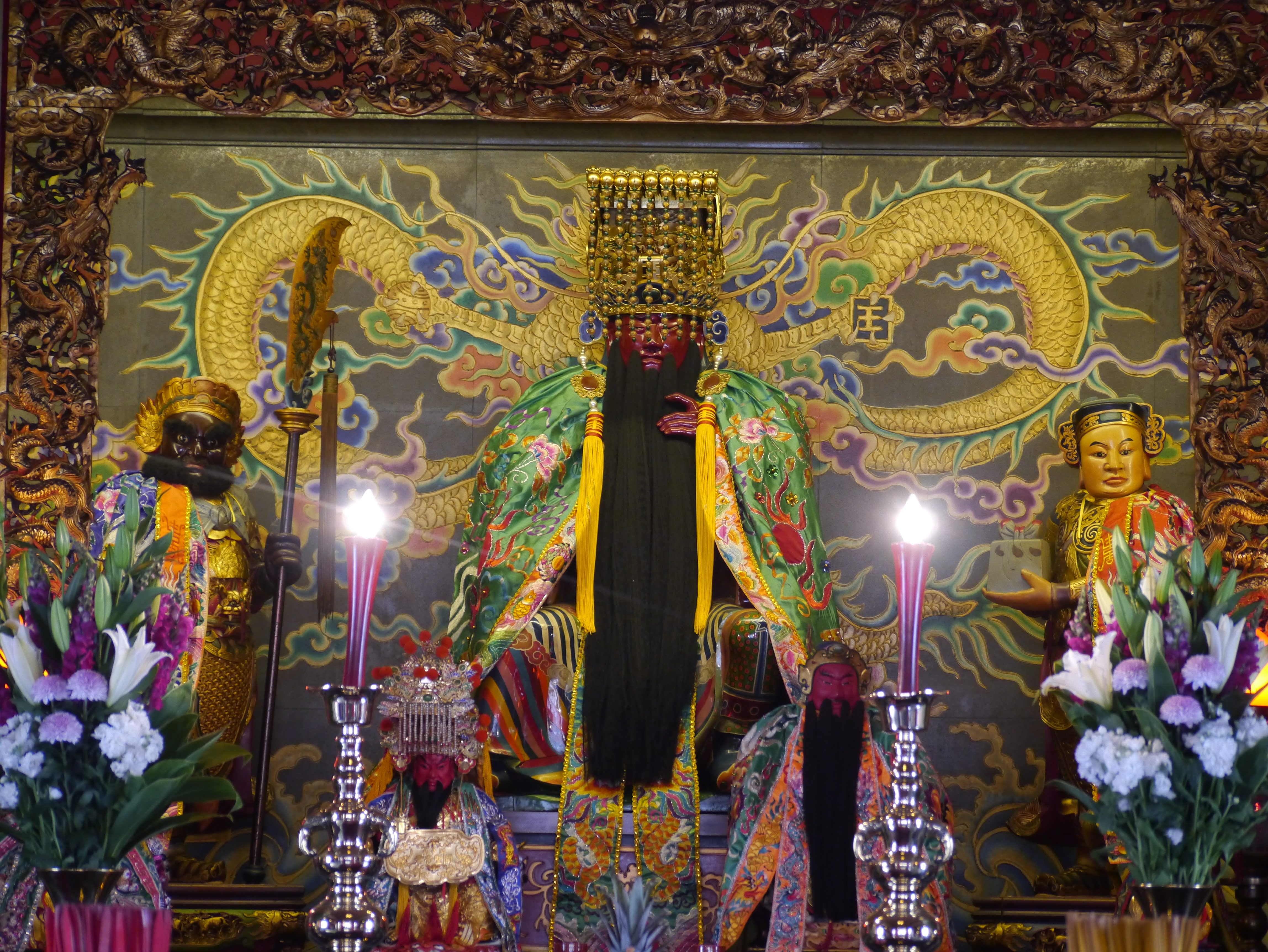
廟内の関帝像

## 年中行事
横浜関帝廟では、次のような年中行事が行われている。
- 大晦日のカウントダウン、正月の獅子舞
- 春節（旧正月）
- 關帝誕（関羽の生誕祭)
- 光明灯（光明灯を献灯して、進むべき道に関帝の加護を願う）

こうした年中行事以外に、大きな線香を挙げて、三拝する人々の姿が常に見られる。占いには、道教の籤によるものと、ポエによるものが行われている。